# 이나브 전투
이나브 전투는 아르드 알하팀 전투(Battle of Ard al-Hâtim) 혹은 폰스 무라투스(Fons Muratus)라 불리기도 한다. 이 전투에서 누르 앗 딘(Nur ad-Din) 휘하의 시리아군은 안티오키아의 레몽(Raymond of Antioch) 휘하의 십자군과 그들과 동맹을 맺은 알리 이븐 와파(Ali ibn-Wafa)의 군대를 1149년 6월 29일 격파하였다.

## 배경
누르 앗 딘은 1146년 그의 아버지 장기(Zengi)가 사망한 이후 알레포(Aleppo)의 지배권을 획득하였다. 누르 앗 딘은 알레포의 지배권을 확립한 후 안티오키아 공국(Principality of Antioch)에 대한 공세를 강화했고, 1147년에는 1144년 장기에게 에데사 백작령(County of Edessa)의 수도를 빼앗긴 것에 대한 복수를 위해 조직된 제2차 십자군의 다마스쿠스 공격을 성공적으로 막아내었다. 1149년 7월 누르 앗 딘은 안티오키아를 공략하여 이나브의 요새를 공략하였고, 이 공격에서 다마스쿠스의 우누르(Unur of Damascus)와 투르크만(Turcomans)족 군대의 지원을 받았다. 우누르와 투르크만 족의 지원으로 누르 앗 딘은 대부분 기병으로 이루어진 약 6,000명의 군대를 마음대로 지휘할 수 있게 되었다.

## 전투
레몽 공작(Prince Raymond)은 하샤하신(Hashshashin)의 지도자이자 누르 앗 딘의 적인 알리 이븐 와파와 동맹을 맺었다. 레몽 공작과 그의 동맹 군세는 가용병력을 전부 집결시키기도 전에 이나브의 구원에 나섰고, 적군이 다가오자 누르 앗 딘은 성에 대한 포위를 풀고 퇴각하였다. 레몽 공작과 이븐 와파는 성벽 근처 대신에 넓은 벌판에 진영을 설치하였다. 누르 앗 딘의 정찰병들은 레몽과 이븐 와파가 노출된 지형에 진영을 설치하였고, 아직 지원군과 합류하지 못했다는 것을 보고하였다. 이에 누르 앗 딘은 밤중에 재빠르게 움직여 신속하게 적진을 포위하였다.
7월 29일, 누르 앗 딘은 공격을 개시했고, 안티오키아 공국군을 격파하였다. 레몽 공작과 이븐 와파 둘 다 난전중에 전사하였다. 이제 무엇보다도 중요한 지중해로 진출할 수 있는 루트를 포함한 안티오키아 공국의 영토 대부분이 누르 앗 딘의 공세에 노출되게 되었다. 누르 앗 딘은 해안가로 달려가, 그의 정복을 기념하기 위해 바닷물에 몸을 담갔다.

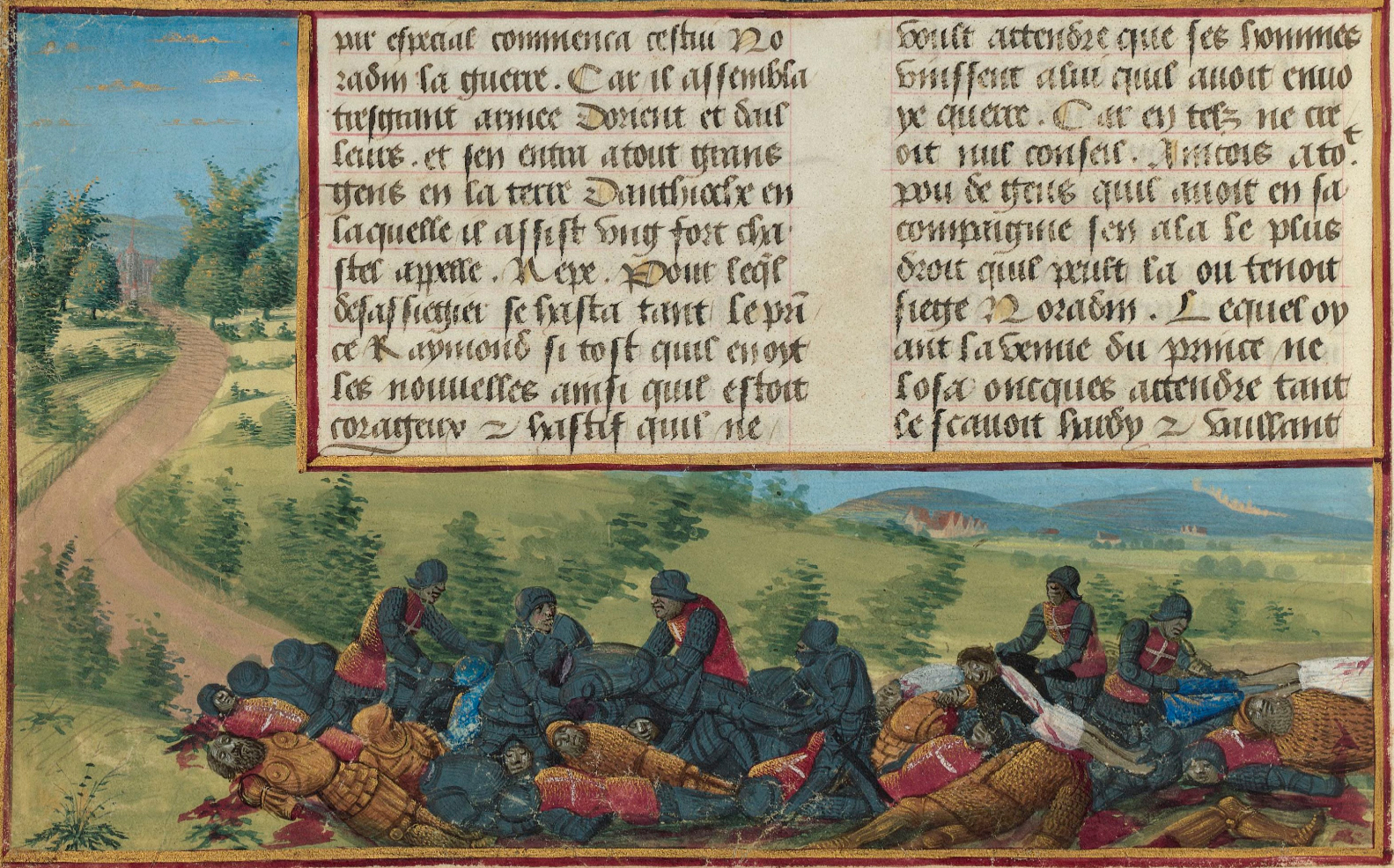
전투 후에 되찾은 레몽의 시신.

어떤 작가는 이나브에서의 십자군의 패배를 한 세대 전에 일어난 "아제르 상귀니스(Ager Sanguinis)의 패배와도 비교할 만한 재난"으로 평가하였다. 이 전투의 영향으로 하림(Harim)과 아파미야(Afamiya)의 성채가 승세를 타고 진격한 누르 앗 딘에게 함락되었다. 십자군은 하림을 1157년에 탈환하였으나, 1164년에 결국 완전히 상실하고 말았다.
누르 앗 딘은 이 여세를 몰아 안티오키아 공국을 공략하였으나, 함락하는 데 실패하였다. 비록 레몽 공작이 전사함에 따라 안티오키아는 혼란에 빠졌지만, 레몽의 미망인 콘스탄스(Constance)와 주교 리모주의 아이메리(Aimery of Limoges)가 치열한 방어전을 전개하여 누르 앗 딘의 공세를 막아내었고, 예루살렘의 보두앵 3세(Baldwin III of Jerusalem) 역시 안티오키아를 구원하기 위해 북쪽으로 진군함에 따라 누르 앗 딘은 군대를 물릴 수밖에 없었다.

## 영향
이나브에서의 승리 이후에 누르 앗 딘은 이슬람 세계의 영웅이 되었다. 누르 앗 딘의 목적은 지하드(jihad)를 강화하여 십자군들이 세운 나라들을 멸망시키는 것이었다. 누르 앗 딘은 이미 종교 학교와 새로운 모스크를 알레포에 설치하였고, 자신이 다스리는 영토에서 시아파와 같이 누르 앗 딘이 생각하기에 이교도로 생각되는 이들을 추방하였다. 지하드는 전쟁을 지속해야 하는 명분으로 사용된 기독교 십자군의 존재에 영향을 받았다. 누르 앗 딘은 에데사 백작령의 영토에 대한 공세를 계속하였고, 1154년 다마스쿠스를 자신의 영역에 포함시켰으며, 계속적으로 십자군 세력을 약화시켰다.

## 참고
- Smail, R. C. Crusading Warfare 1097-1193. New York: Barnes & Noble Books, (1956) 1995. ISBN 1-56619-769-4
- Other sources not cited.